# Reading (Kansas)
Pour les articles homonymes, voir Reading.
Reading est une ville américaine située dans le comté de Lyon, au Kansas. Selon le recensement de 2010, sa population est de 231 habitants.